# Айрленд, Джон (композитор)
Джон Айрленд (англ. John Ireland) (13 августа 1879, Боудон, Великобритания — 12 июня 1962, Вашингтон, Великобритания) — британский композитор, органист и педагог. Большинство его работ состоит из фортепианных миниатюр и песен для голоса и фортепиано. Его самые известные работы включают инструментальные и оркестровые сочинения "The Holy Boy " и "Salt-Water Poems and Ballads " Джона Мэйсфилда.

## Биография
Сын известного журналиста и писателя Александра Айрленда; мать Джона, вторая жена Айрленда, Энн Айрленд (1842—1893), также занималась литературой. В возрасте 15 лет остался круглым сиротой. Поступил в Королевский колледж музыки, учился как пианист у Фредерика Клиффа и как органист у Уолтера Пэррата, затем изучал композицию под руководством Ч. В. Стэнфорда. В 1896—1926 гг. работал органистом в различных лондонских церквях. Как пианист выступал преимущественно при исполнении собственных произведений.
В 1923—1953 гг. преподавал в Королевском колледже музыки, подготовил ряд выдающихся британских композиторов, в их числе Бенджамин Бриттен и Алан Буш.
Последнее десятилетие жизни провёл в Западном Суссексе, приобретя там собственный дом, перестроенный из ветряной мельницы.